# Сен-Бартелеми-ле-Плен
Сен-Бартелеми́-ле-Плен (фр. Saint-Barthélemy-le-Plain, окс. Sant Barthélemy le Plain) — коммуна во Франции, находится в регионе Рона — Альпы. Департамент коммуны — Ардеш. Входит в состав кантона Турнон-сюр-Рон. Округ коммуны — Турнон-сюр-Рон.
Код INSEE коммуны — 07217.
Коммуна расположена приблизительно в 460 км к юго-востоку от Парижа, в 80 км южнее Лиона, в 38 км к северу от Прива на плато вдоль Роны.

## Население
Население коммуны на 2008 год составляло 762 человека.
| 1962 | 1968 | 1975 | 1982 | 1990 | 1999 | 2008 |
| ---- | ---- | ---- | ---- | ---- | ---- | ---- |
| 591  | 535  | 517  | 551  | 587  | 772  | 762  |

## Администрация
| Период | Период | Фамилия       | Партия | Профессия |
| ------ | ------ | ------------- | ------ | --------- |
| 1989   | 1995   | Арнодон Луи   |        |           |
| 1995   | 2001   |               |        |           |
| 2001   | 2008   | Морис Во      |        |           |
| 2008   |        | Эвелейн Фигон |        |           |

## Экономика
В 2007 году среди 481 человек в трудоспособном возрасте (15—64 лет) 352 были экономически активными, 129 — неактивными (показатель активности — 73,2 %, в 1999 году было 70,6 %). Из 352 активных работали 329 человек (188 мужчин и 141 женщина), безработных было 23 (9 мужчин и 14 женщин). Среди 129 неактивных 40 человек были учениками или студентами, 49 — пенсионерами, 40 были неактивными по другим причинам.